# Salix purpurea
Salix purpurea, llamada popularmente mimbrera púrpura, sauce o salce colorado, mimbre púrpura o mimbre del río, es un arbusto de la familia de las Salicáceas.

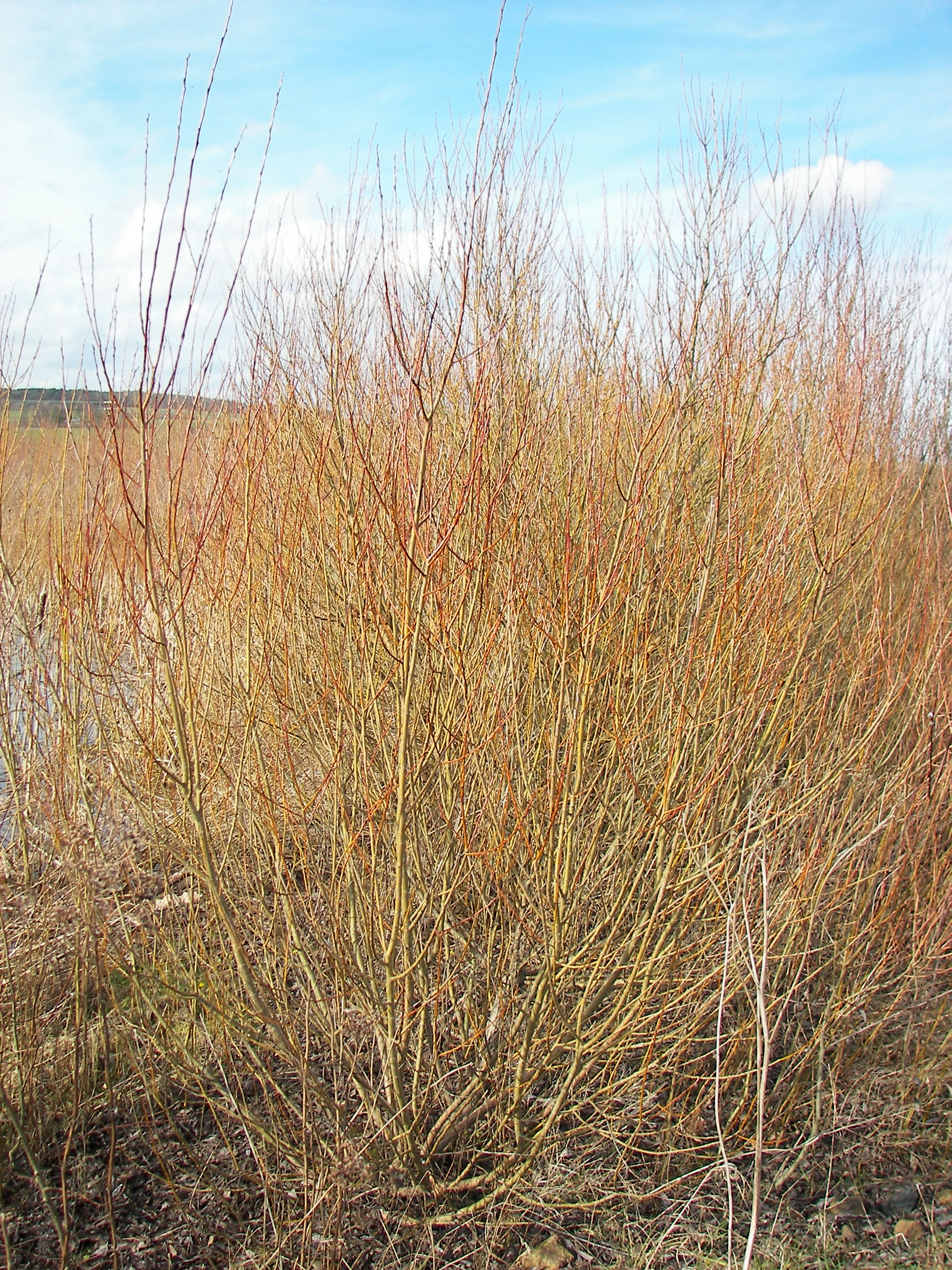
Aspecto invernal.

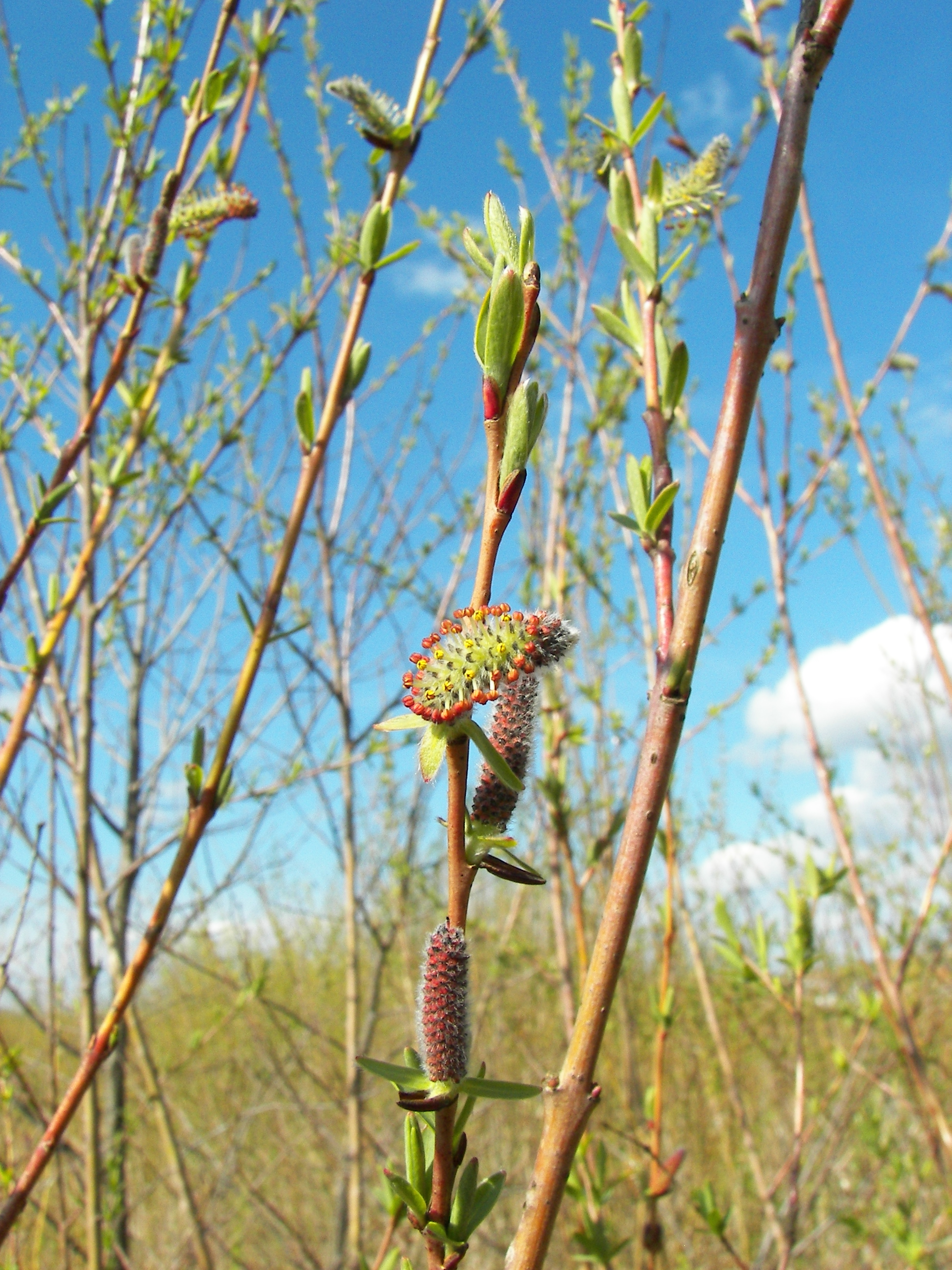
Flores masculinas (se ve aquí su oposición y sub-oposición característica).

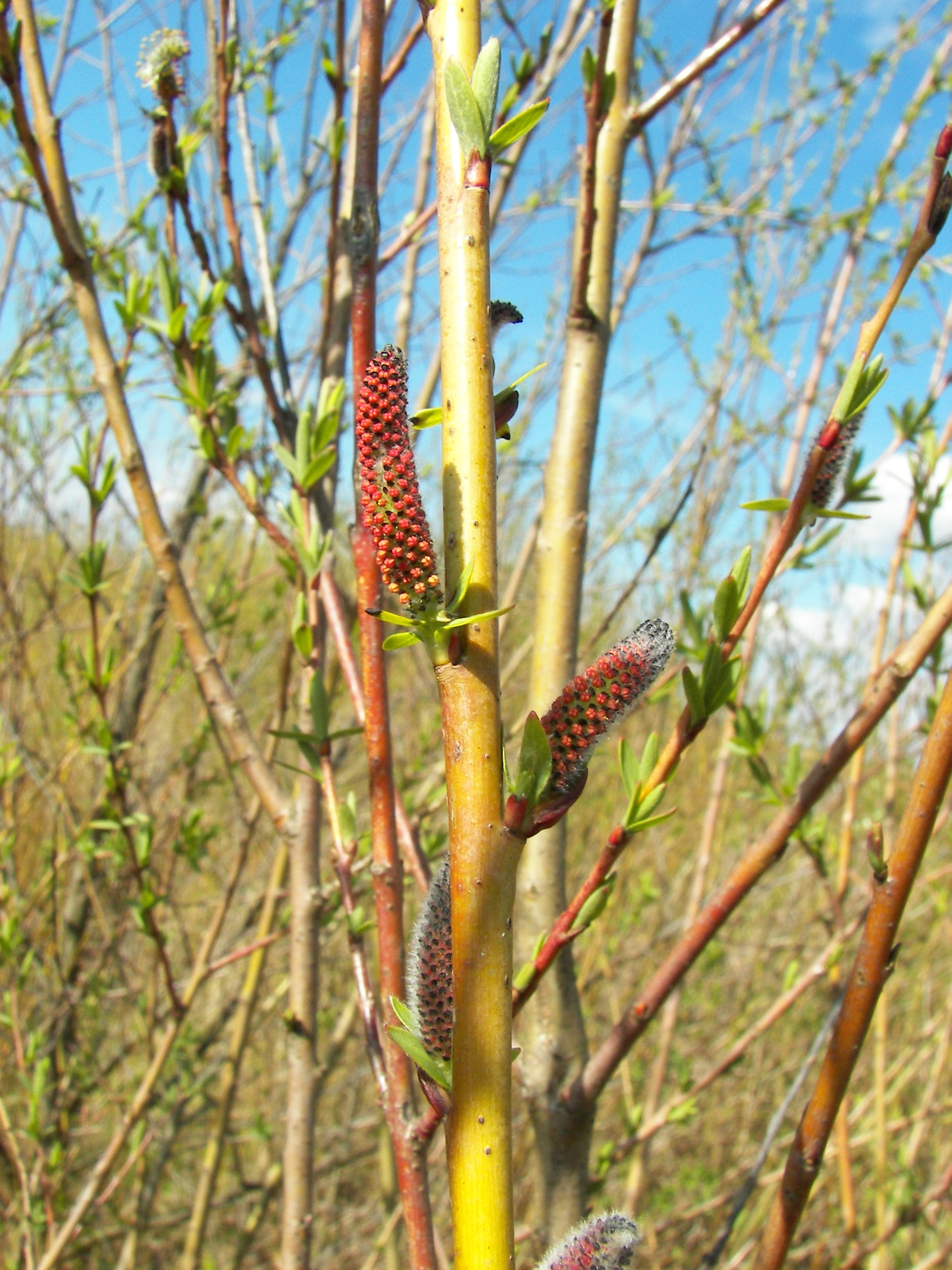
Flores masculinas con antera roja.

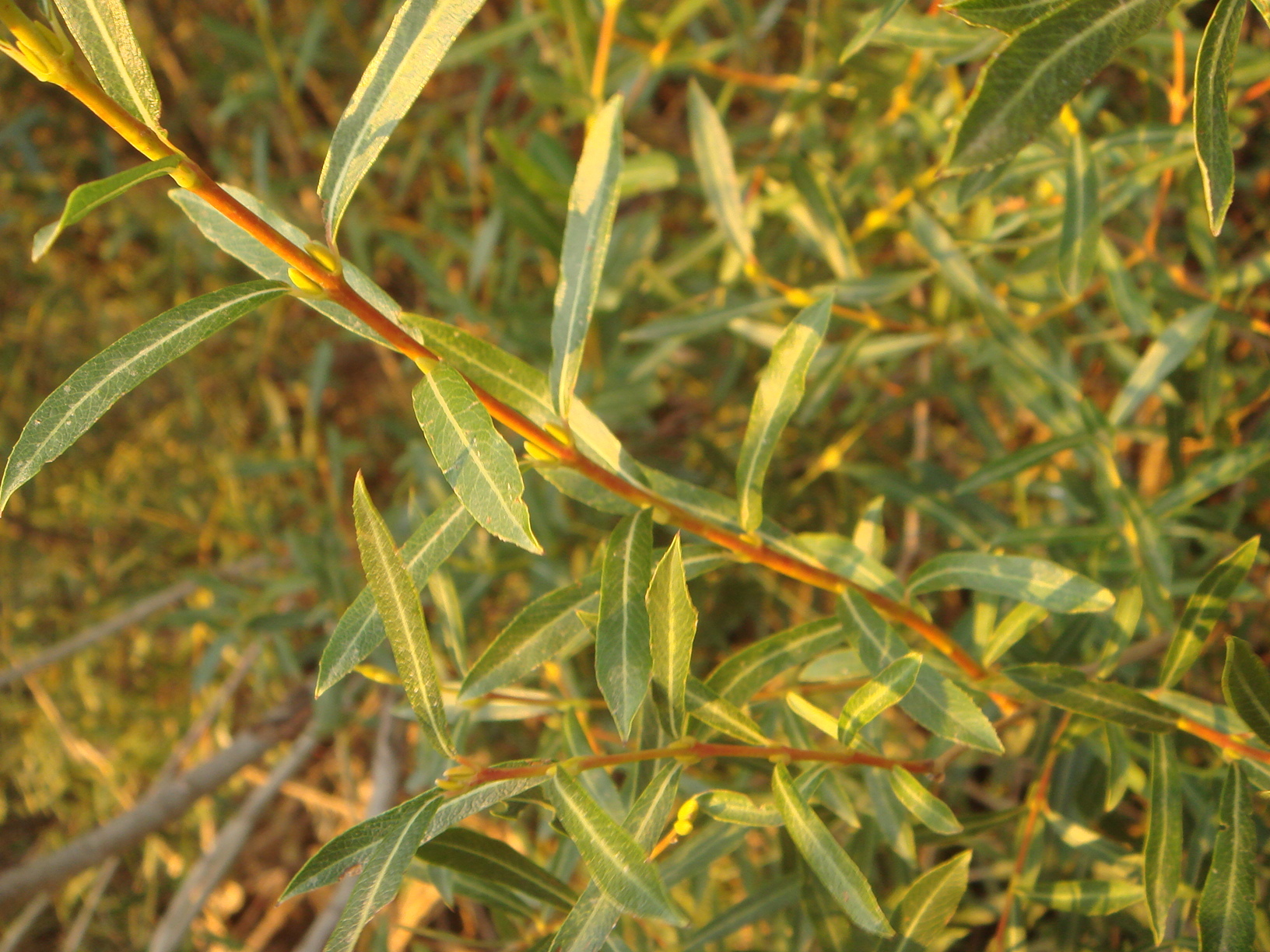
Aspecto estival.

## Descripción
Arbusto grande, de hasta 6 m de altura, ocasionalmente arborescente. Ramas finas, flexibles, a menudo de color rojo púrpura, glabras; brotes tiernos a veces con pilosidad dispersa, de color rojo a verde amarillento, lustrosos. Hojas opuestas de 4-12 cm de largo y aproximadamente 1,5 cm de ancho, 3-10 veces más largas que anchas, lanceoladas o lineales, más anchas por encima del centro; hojas desarrolladas glabras, de color verde oscuro y mates por el haz, de color verde azulado por el envés, con nervio claramente visible sobre todo en el envés; borde foliar liso en la parte inferior, finamente dentado en la superior; pecíolo foliar de hasta 5 mm de largo; estípulas ausentes. Las inflorescencias aparecen antes que las hojas. Amentos masculinos de hasta 5 cm de largo y aproximadamente 1 cm de ancho, densos, sentados; brácteas tectrices de color pardo negruzco, más claras por la base, con pilosidad larga pero escasa; filamentos estaminales fusionados en toda su longitud, es decir hasta la parte inferior de las anteras (por ello parece que existe un solo filamento estaminal), pilosos en la base; anteras esféricas, de color púrpura antes de la floración, amarillas durante ésta, y luego negruzcas; glándula nectaria de hasta 1/3 de la longitud de la bráctea tectriz. Amentos femeninos erectos o algo curvados, cilíndricos, de hasta 6 cm de largo y 0,5-1 cm de ancho, densos, sentados, ovario ovado, de 2-3 mm de largo, sentado con pilosidad densa y corta; estilo ausente o muy corto; estigmas cortos, formando una cabezuela bien visible.
Floración primaveral.

## Distribución y hábitat
Planta euroasiática, distribuida por casi toda Europa, norte de África y oeste de Asia. Habita desde el llano hasta el límite del bosque, preferentemente junto a los cursos de agua. En las orillas, sobre suelos húmedos o encharcados, de arena, limo o guijarros.

## Usos
Se emplea para hacer cestos y en Segovia y Ávila en las procesiones y ceremonias del Domingo de Ramos. Como otras especies del género es muy rica en ácido salicílico siendo de aplicación como febrífugo. Enraíza muy fácilmente por estaquilla.

## Taxonomía
Populus purpurea fue descrita por Carlos Linneo y publicado en Species Plantarum 2: 1017, en el año 1753.
Etimología
Salix: nombre genérico latino para el sauce, sus ramas y madera.
hastata: epíteto latino que significa "con forma de lanza".
Sinonimia
- Salix caesifolia Drobow[4]

## Nombres comunes
- Castellano: mimbre, mimbre colorada, mimbre fina, mimbrera, mimbrera púrpura, mimbrera roja, sacera, saciña, saciño, salguera, sarga, sarga colorada, sarga de jaulas, sarga fina, sargatilla fina, sargatillo, sauce, sauce amargo, sauce colorado, sauce para canastillos, sauce purpúreo, sauce rojizo, sauce rojo, verguera, verguera blanca.
- Aragonés: mimbrera,  sarga fina, sargas, sargueras, sargueta, tamariza roya.[5]